# Sierra de San Pedro Mártir

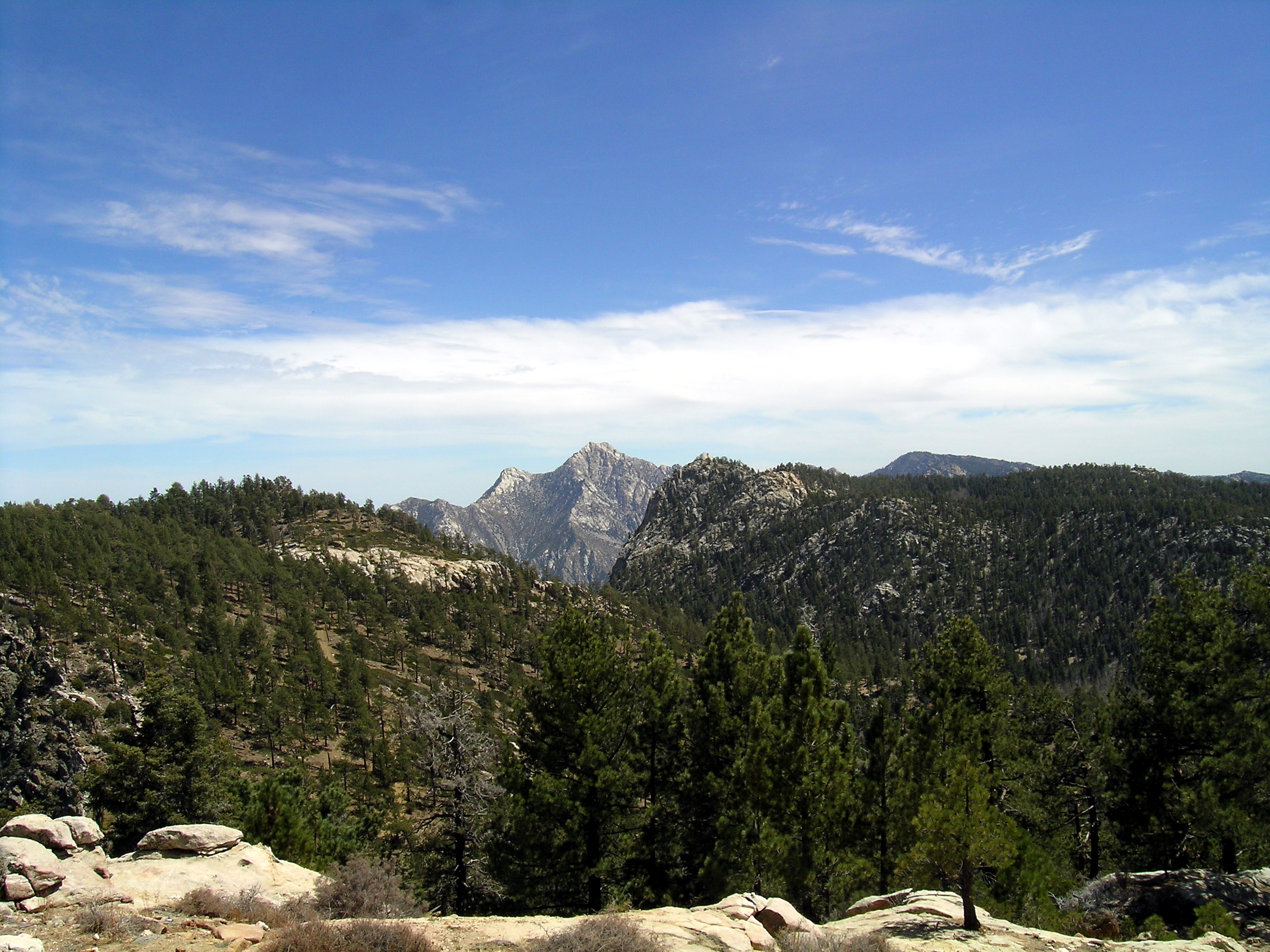
Der Picacho del Diablo

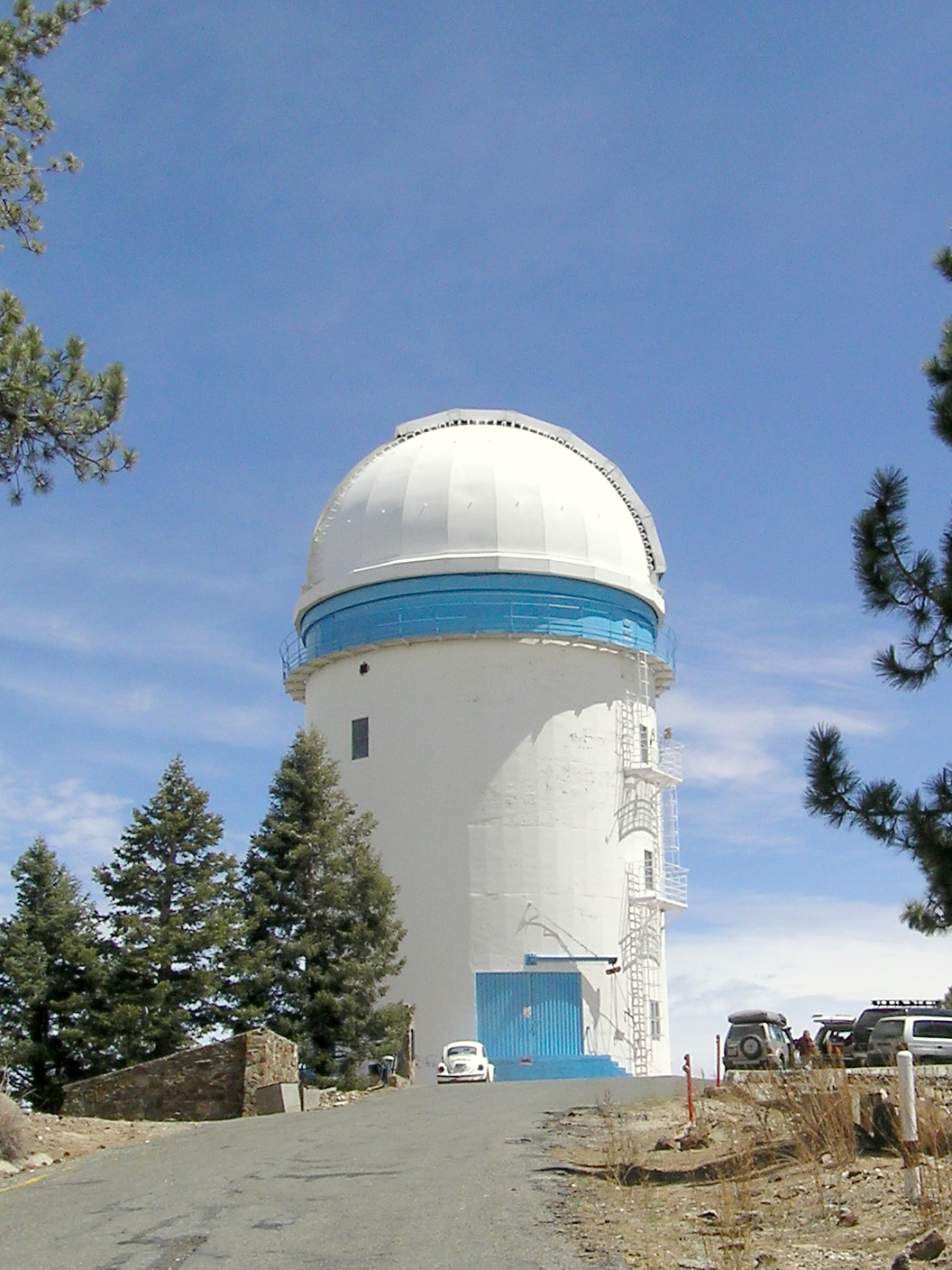
Das Observatorio Astronómico Nacional

Die Sierra de San Pedro Mártir ist eine Gebirgskette im mexikanischen Bundesstaat Baja California, die von Nord nach Süd verläuft. Das Gebirge erstreckt sich auf einer Fläche von 12.416 km². Die Nord-Süd-Ausdehnung ist 152 km, die Ost-West-Ausdehnung 143 km. Der höchste Punkt der Gebirgskette ist der Picacho del Diablo (3096 m), auch Cerro de la Encantada genannt, der zugleich der höchste Punkt des Bundesstaates und der ganzen Halbinsel Niederkalifornien ist.
Die Sierra de San Pedro Mártir gehört zum Gebirge Peninsular Ranges, das von Südkalifornien bis zur Südspitze der Halbinsel reicht. Die Sierra de San Pedro Mártir hat eine ähnliche Flora wie die Sierra de Juárez, vor allem im Norden. Die niedrigeren Aufzüge des Gebirges liegen in der Vegetationszone Chaparral, die hauptsächlich in Kalifornien vorkommt. Die Wälder an diesen Stellen sind bekannt als Sierra-Juárez- und San-Pedro-Mártir-Kiefer-Eichen-Wälder. In den Bergen wachsen hauptsächlich Kolorado-Tannen, Zuckerkiefern und Jeffrey-Kiefern. Im Winter befindet sich auf den höchsten Spitzen Schnee. Den letzten Kalifornienkondor sah man 1937. Darum wurden in menschlicher Obhut aufgewachsene Kalifornienkondore im Gebirge wieder ausgewildert. Hier tritt außerdem endemisch der seltene Baja-California-Maulwurf auf.
Ein Teil des Gebirges ist durch den 650 km² großen Nationalpark Parque Nacional Sierra de San Pedro Mártir geschützt. Er wurde 1974 eröffnet und war der erste der zwei Nationalparks der Halbinsel. Der andere liegt etwas nördlicher in der Sierra Juárez und heißt Parque Nacional Constitucion de 1857.
In der Nähe (31° 2′ 39″ N, 115° 27′ 49″ W) des Picacho del Diablo in einer Höhe von 2830 m befindet sich die Sternwarte Observatorio Astronómico Nacional (OAN) der Universidad Nacional Autónoma de México. Sie wurde 1975 erbaut, ihr größtes Instrument ist ein 2,12-Meter-Spiegelteleskop.

## Höchste Erhebungen
- 1. Picacho del Diablo, 3096 m
- 2. Cerro Botella Azul, 2950 m
- 3. Scout Peak, 2850 m
- 4. Pico Matomi, 1700 m